# BNP Paribas Masters 2005
BNP Paribas Masters 2005 — профессиональный теннисный турнир, в 34-й раз проводившийся в Париже, Франция на закрытых кортах с покрытием типа хард. Турнир имеет категорию Мастерс.
Соревнования были проведены с 31 октября по 6 ноября 2005 года.
Прошлогодними чемпионами являются:
- Одиночный турнир —  Марат Сафин
- Парный турнир —  Йонас Бьоркман /  Тодд Вудбридж.

## Соревнования

### Одиночный разряд
Томаш Бердых обыграл  Ивана Любичича со счётом 6-3, 6-4, 3-6, 4-6, 6-4.
- Бердых выиграл 1-й одиночный титул в сезоне и 2-й за карьеру в основном туре ассоциации.
- Бердых выиграл дебютный турнир категории Мастерс.
- Любичич сыграл 8-й одиночный финал в сезоне и 10-й за карьеру в основном туре ассоциации.

### Парный разряд
Боб Брайан /  Майк Брайан обыграли  Даниэля Нестора /  Марка Ноулза со счётом 6-4, 6-7(3), 6-4.
- Братья Брайаны выигрывают 5-й совместный титул в сезоне и 26-й за карьеру в основном туре ассоциации.